# Panulia vinacea
Panulia vinacea är en fjärilsart som beskrevs av W. Warren 1899. Panulia vinacea ingår i släktet Panulia och familjen mätare. Inga underarter finns listade i Catalogue of Life.